# Phimenes arcuatum
Phimenes arcuatum är en stekelart som först beskrevs av Fabricius 1775.  Phimenes arcuatum ingår i släktet Phimenes och familjen Eumenidae.

## Underarter
Arten delas in i följande underarter:
- P. a. amboinensis
- P. a. buruanum
- P. a. lyratum
- P. a. muruense
- P. a. obuense
- P. a. praslinium
- P. a. transile